# Skanah
Skanah (zapis stylizowany: skanah) – singel polskiej piosenkarki Sanah. Singel został wydany 7 sierpnia 2023.
Nagranie otrzymało w Polsce status złotego singla, przekraczając liczbę 25 tysięcy sprzedanych kopii.

## Geneza utworu i historia wydania
Utwór napisali i skomponowali Zuzanna Jurczak, Bartosz Dziedzic i Aleksander Krzyżanowski, który również odpowiada za produkcję utworu.
Singel ukazał się w formacie digital download 7 sierpnia 2023 w Polsce za pośrednictwem wytwórni płytowej Magic Records w dystrybucji Universal Music Polska.

## Teledysk
Do utworu powstał teledysk, który udostępniono 8 sierpnia 2023 za pośrednictwem serwisu YouTube.

## Lista utworów
- Digital download[2]

1. „Skanah” – 4:00

## Notowania

### Pozycje na listach sprzedaży
| Kraj   | Lista (2023)           | Najwyższa pozycja |
| ------ | ---------------------- | ----------------- |
| Polska | Billboard Poland Songs | 25                |

## Certyfikaty
| Kraj          | Certyfikat  | Sprzedaż |
| ------------- | ----------- | -------- |
| Polska (ZPAV) | złota płyta | 25 000+  |